# Pseudoperma
Pseudoperma är ett släkte av skalbaggar. Pseudoperma ingår i familjen långhorningar.
Kladogram enligt Catalogue of Life:
| Pseudoperma | \| \| Pseudoperma chalcogramma \| \| \| \| \| \| Pseudoperma patruelis \| \| \| \| |
|             | \| \| Pseudoperma chalcogramma \| \| \| \| \| \| Pseudoperma patruelis \| \| \| \| |
|             | Pseudoperma chalcogramma                                                           |
|             |                                                                                    |
|             | Pseudoperma patruelis                                                              |
|             |                                                                                    |